# HP Slate 500
HP Slate 500 — планшетный компьютер, относящийся к типу Тонкий ПК, работающий под управлением ОС Microsoft Windows 7. Был выпущен компанией HP в IV квартале 2010 года.
HP Slate был впервые представлен 7 января 2010 года на выставке CES 2010 и в основном предназначен для полноценного веб-серфинга, чтения электронных книг, компьютерных игр, прослушивания музыки, просмотра видео, просмотра фотоальбомов и других доступных функций.

## История
Компания HP ранее производила портативные устройства с сенсорными экранами в линейке продуктов Jornada. После слияния с Compaq, HP прекратила производство карманных компьютеров под управлением ОС Microsoft Windows и продолжила разработку и маркетинг карманных компьютеров в линейке продуктов iPAQ. В настоящее время HP производит серию продуктов HP TouchSmart, которая включает в себя планшетные компьютеры, ноутбуки и моноблоки с сенсорными экранами под управлением Windows 7.
HP Slate это продукт 5-летней разработки HP Labs в городе Бристоль, которая ставила своей целью создать функциональное мультимедийное устройство. Разработка начиналась с идеи электронной книги. Однако, после изучения использования потребителями устройств, специалисты HP поняли, что пользователи хотели получить тонкое и легкое устройство, которое могло бы предоставить «богатый пользовательский опыт; предназначенное для браузинга, прослушивания музыки, просмотра видео и другого развлекательного контента».
Фил МакКинни, главный технический директор HP, заявил, что «2010 год оптимален…теперь есть удачное сочетание недорогих, энергоэффективных процессоров, и операционной системы — Windows 7, которая оптимизирована для работы с сенсорными экранами.»

## Аппаратное обеспечение
Среди аппаратных особенностей HP Slate упоминается 3 мегапиксельная камера на задней панели и веб-камера VGA-разрешения на передней, емкостный сенсорный экран с поддержкой одновременного касания (мультитач), имеющий диагональ 8,9" и разрешение 1024x600 точек, который также распознает касания пером. Slate использует процессор Intel Atom Z540 с тактовой частотой 1,86 Ггц, 2 Гб нерасширяемой оперативной памяти и один стандартный порт USB 2.0. Устройство поддерживает воспроизведение видео высокой четкости 1080p благодаря графическому чипсету Intel GMA 500, дополненный аппаратным декодером HD-видео Broadcom Crystal HD.
Для рукописного ввода и рисования в HP Slate есть поддержка пера/дигитайзера. Установленная в HP Slate операционная система — Windows 7 Домашняя расширенная — поддерживает распознавание рукописного текста (включая русский язык) и управление элементами интерфейса не только посредством пальцев, но и пера. Качество и удобство управления пером зависит от того, будет ли поддержка пера для пассивного или активного дигитайзера, от производителя N-Trig или Wacom.
Так же компания HP улучшила аппаратную часть HP Slate 500, относительно первоначального концепта.

## Программное обеспечение
В качестве операционной системы используется Microsoft Windows 7, которая поддерживает мультисенсорный (мультитач) ввод, доступный на HP Slate. Adobe Systems и HP подтвердили, что на Slate будет доступен полноценный веб-серфинг с поддержкой Adobe Flash (с аппаратным ускорением) и приложений Adobe Air.

## Стоимость и начало поставок
HP Slate 500 был официально представлен 22 октября 2010.
HP позиционирует планшет как устройство, предназначенное для корпоративных пользователей.
Пока его можно будет приобрести только в США, а затем, оценив успех, в HP примут решение о продаже в других странах.
- Цена в США = 799$[7]

## Отзывы и критика
Планшетный персональный компьютер HP Slate получил положительные отзывы во время показа на CES.

По словам обозревателей CNBC, «Планшетник Slate от HP наделал много шума».

Но есть и критические отзывы о данном компьютере:

«Девайс действительно интересный, но работает как черепаха» — говорит Пол Миллер, аналитик из Лос Анджелеса. «Я думаю, они могли бы выпустить что-то с более мощным процессором, но это привело бы к большему расходу батареи». Также как и мы, Миллер с нетерпением ждет выхода HP Hurricane. «Если слухи оправдаются, этот девайс может действительно стать „убийцей“ — Palm webOS замечательно подходит в качестве операционной системы для планшета».